# Joaquín Soler Serrano
Joaquín Soler Serrano (Murcia, 19 de agosto de 1919-Barcelona, 7 de septiembre de 2010) fue un locutor de radio, presentador de televisión y periodista español, especialmente popular durante las décadas de 1950 a 1980.

## Biografía
Era hijo mayor de Joaquín Soler Simarro y de Antonia Serrano Palma, y tenía cuatro hermanos. Joaquín Soler tuvo una infancia feliz y toda su vida guardó un grato recuerdo de sus años de juventud, la estrecha relación entre los hermanos y sobre todo su experiencia en los Exploradores de España, desde su ingreso en noviembre de 1933, donde fue conocido como «Wukari». Destacó como cronista de la agrupación de Murcia y al mismo tiempo creó el semanario El Eco de la Asociación de Estudiantes Católicos y participaba habitualmente con escritos y artículos para La Verdad, El Liberal y Unidad.
Inició su actividad profesional en Radio Nacional de España de Barcelona en 1939, donde desempeñó los puestos de locutor y redactor jefe.
Más adelante, pasaría a Radio España de Barcelona, EAJ 15. En esa etapa se consagró como locutor de radio, con programas históricos como Lo mejor del mundo, Blanco y negro, La samba, ¡caramba!, Feria de canciones, Reír es vivir, Peseta por palabra, ¡Que rico mambo! o Busque, corra y llegue usted primero, así como Desayune usted con nosotros, Café de la tarde, La universidad del aire y el cuento infantil Cascabel.
En 1956 se trasladó a Venezuela, donde permaneció dos años trabajando en Televisa (hoy Venevisión) con su programa Café de la tarde, el mismo que antes llevó en la radio de Barcelona y ahora se adaptaba para televisión. A Camilo José Cela lo invita para que conociera y escribiera un libro sobre Venezuela que luego se denominaría La Catira.
A su regreso a España, proseguiría su carrera en la Cadena SER, en Radio Barcelona, donde fue el responsable de espacios como: Esto es radio, Avecrem llama a su puerta o Caspe 6... ¡en orbita! con colaboradores como Camilo José Cela y Manolo del Arco.
Se hizo célebre con las actividades solidarias desarrolladas para ayudar a los damnificados por las inundaciones del Vallés Occidental que se produjeron el 25 de septiembre de 1962. Los boy scouts de Tarrasa respondieron a su llamada y prestaron servicio; posteriormente en 1963 la sección local de Tarrasa le rindió un homenaje por su gran labor humanitaria y recibió una placa de la mano del comisario general de los exploradores, José Blanes.
En Televisión Española (TVE) debutó en 1960 con el magazine Carrusel. 
Luego, vendrían otros muchos espacios, hasta llegar en 1976 al importante programa de entrevistas A fondo.
Ese mismo año dirige las revistas Contrastes y Cataluña viva, al tiempo que es redactor de Stop, Parejas 2000, Convivencia sexual y Play Lady. En 1978 presenta el programa de televisión Perfiles. En marzo de 1981 es elegido presidente de Tele Unión S.A. y solicitó la concesión de un canal privado en televisión. En julio de ese mismo año fue cesado por la dirección de TVE, a causa de ciertos roces suscitados en su etapa de presentador del programa A fondo. Soler Serrano interpuso un recurso contra TVE, que se vio obligada a readmitirle en 1982, pasando a formar parte del equipo del informativo regional Plaza mayor. Sin embargo, el Supremo rectificó la sentencia anterior, absolviendo a TVE. 
En 1985 se traslada a Venezuela para continuar trabajando en la televisión de este país, al tiempo que colabora con Radio España de Barcelona y la Cadena Catalana. Más tarde trabajó en Miami y Venezuela. Colaboró con Venezolana de Televisión (VTV) con una nueva versión del programa "A fondo" y produjo numerosos documentales. 
Autor de varios libros, entre ellos Juguetes, Conversaciones con Josep Tarradellas y A fondo, en el que recoge parte de sus entrevistas del programa televisivo de igual título, el periodista cerró su etapa sudamericana y volvió a España; primero a Málaga, para luego acabar sus días en Barcelona donde falleció el 7 de septiembre de 2010, a los noventa y un años de edad.
Recibió los premios más importantes del periodismo, como el Premio Nacional de Radiodifusión (1961) y el Premio Ondas en las ediciones de 1955, 1959, 1962, 1976 y 1999.

## Fondo personal
El fondo personal del periodista Soler Serrano se conserva en el Archivo Nacional de Cataluña. Es un conjunto de gran importancia que da constancia de su actividad profesional y pública, representa un valioso testimonio histórico de la vida política, social y cultural catalana y española, así como de los medios de comunicación de nuestra historia reciente. El fondo contiene: documentación personal y familiar (carnés, pasaportes, acreditaciones, agendas, documentación académica y médica) documentación patrimonial (alquileres, acciones, arrendamientos, facturas, operaciones bancarias) documentación relacionada con la actividad profesional (contratos de trabajo, hojas de salarios y cotizaciones) y la actividad empresarial (actividades en el Pueblo Español de Palma de Mallorca, fundación hispano y proyectos con la Cámara de Comercio de Tarrasa, la cadena de hoteles Conde de Barcelona, agencias de publicidad y otros), correspondencia y documentación referida a la actividad de representación (homenajes, recortes de prensa), pero la documentación más representativa cuantitativa y cualitativamente es la referida a la actividad periodística (originales mecanografiados y obra publicada, documentación de su colaboración en publicaciones periódicas y gran cantidad de dossiers sobre cada uno de los programas realizados en la radio y la televisión).

## Programas de televisión
- Carrusel (1960)
- Sí o no (1961-1963)
- Estrellas en 625 líneas (1963)
- Aquí el segundo programa (1965-1966)
- El juego de la oca (1966-1967)
- Cita a las siete (1967)
- Clan familiar (1968-1969)
- Los hombres saben, los pueblos marchan (1969-1970)
- Juego de letras (1972-1973)
- A fondo (1976-1981)
- Siete días (1978)
- Perfiles (1978)
- Sin fronteras (1980-1981)